# Блеквелл (Вісконсин)
Блеквелл (англ. Blackwell) — місто (англ. town) в США, в окрузі Форест штату Вісконсин. Населення — 152 особи (2020).

## Демографія
Згідно з переписом 2010 року, у місті мешкали 332 особи в 41 домогосподарстві у складі 21 родини. Було 209 помешкань
Расовий склад населення:
| - 72,9 % — білих - 18,7 % — чорних або афроамериканців - 2,4 % — корінних американців - 0,6 % — вихідців з тихоокеанських островів - 1,2 % — осіб інших рас |

До двох чи більше рас належало 4,2 %. Частка іспаномовних становила 5,4 % від усіх жителів.
За віковим діапазоном населення розподілялося таким чином: 13,6 % — особи молодші 18 років, 64,1 % — особи у віці 18—64 років, 22,3 % — особи у віці 65 років та старші. Медіана віку мешканця становила 21,9 року. На 100 осіб жіночої статі у місті припадало 155,4 чоловіків;  на 100 жінок у віці від 18 років та старших — 158,6 чоловіків також старших 18 років.
Середній дохід на одне домашнє господарство  становив 54 302 долари США (медіана — 56 250), а середній дохід на одну сім'ю — 60 691 долар (медіана — 64 688). За межею бідності перебувало 46,4 % осіб, у тому числі 35,7 % дітей у віці до 18 років та 16,1 % осіб у віці 65 років та старших.
Цивільне працевлаштоване населення становило 60 осіб. Основні галузі зайнятості: освіта, охорона здоров'я та соціальна допомога — 28,3 %, виробництво — 11,7 %, будівництво — 11,7 %.